# Stefan Kasimir
Stefan Kasimir, ps. Kukułka (ur. 11 sierpnia 1893 w Łuce, zm. 27 stycznia 1935) – rotmistrz Wojska Polskiego, działacz niepodległościowy.

## Życiorys
Urodził się 11 sierpnia 1893 we wsi Łuka, w ówczesnym powiecie złoczowskim Królestwa Galicji i Lodomerii, w rodzinie Mieczysława i Marii.
Ukończył sześć klas gimnazjum i średnią szkołę rolniczą. Z wykształcenia był agronomem. 15 maja 1913 wstąpił do XX Polskiej Drużyny Strzeleckiej w Złoczowie. 3 sierpnia 1914 razem z innymi członkami drużyny wstąpił do oddziałów strzeleckich. Był wykazany w IV plutonie 1. szwadronu 1 pułku ułanów. 4 kwietnia 1917 ukończył kawaleryjski kurs podoficerski w Ostrołęce z wynikiem dobrym. Był wówczas kapralem. Pozostawał w pułku do kryzysu przysięgowego (lipiec 1917). Potem wcielony do armii austro-węgierskiej, w której służył do rozbrojenia austriackiej załogi wojskowej w Krakowie.
Jako dowódca plutonu wyruszył w listopadzie 1918 w składzie Szwadronu Kadrowego 1-go pułku ułanów na odsiecz Przemyśla, po odsieczy wcielony ze swym plutonem do Grupy podpułkownika Tokarzewskiego i w jej składzie wysłany na odsiecz Lwowa. 18 marca 1919 jako podoficer byłych Legionów Polskich został mianowany z dniem 1 marca 1919 podporucznikiem kawalerii z równoczesnym przeniesieniem z I Brygady Kawalerii do 11 pułku ułanów. Wziął udział w Ukraińcami, a następnie bolszewikami.
1 grudnia 1924 prezydent RP nadał mu stopień rotmistrza z dniem 15 sierpnia 1924 i 63. lokatą w korpusie oficerów kawalerii. Jego losy związane były z osobą generała dywizji Aleksandra Osińskiego jako szefa Administracji Armii, którego był adiutantem przybocznym, następnie inspektora szkół wojskowych, a od sierpnia 1926 inspektora armii, którego był oficerem ordynansowym. W międzyczasie był przeniesiony służbowo do Oddziału Sztabowego Ministerstwa Spraw Wojskowych. W grudniu 1931 został zwolniony z zajmowanego stanowiska w GISZ i oddany do dyspozycji dowódcy Okręgu Korpusu Nr I. W marcu 1932 został przeniesiony do 24 pułku ułanów w Kraśniku. W listopadzie tego roku został zwolniony z zajmowanego stanowiska i oddany do dyspozycji dowódcy Okręgu Korpusu Nr II, a z dniem 31 marca 1933 przeniesiony w stan spoczynku. 27 stycznia 1935 dokonał zamachu samobójczego.
W styczniu 1937 marszałek Edward Śmigły-Rydz zgodził się z wnioskiem Komisji Odznaki Pamiątkowej Generalnego Inspektora Sił Zbrojnych i w myśl § 4 Regulaminu odmówił prawa śp. rotmistrzowi Stefanowi Kasimirowi (względnie jego rodzinie) do odznaki. Przewodniczący wspomnianej komisji generał broni Kazimierz Sosnkowski opierał się na opiniach byłych szefów Biura Inspekcji GISZ, generała brygady Janusza Gąsiorowskiego i pułkownika Witolda Warthy. Pierwszy z wymienionych oficerów napisał 6 czerwca 1936 na temat śp. rotmistrza Kasimira „w czasie służby w GISZ prowadził przedsiębiorstwo dochodowe «Stróżów nocnych». Kiedy sprawa wyszła na jaw został z GISZ usunięty”. Pułkownik Wartha 15 czerwca 1935 napisał: „został – nie będąc już w GISZ – oddany do dyspozycji, ponieważ wyszła na jaw sprawa nadużycia okrągłej służbowej pieczęci GISZ do celów werbowania klienteli (przeważnie żydowskich kupców) do korzystania z usług instytucji nocnych stróży. Papierem, zaopatrzonym w taką pieczątkę, posługiwali się akwizytorzy tego przedsiębiorstwa. Rtm. Kasimir popełnił później samobójstwo”.

## Ordery i odznaczenia
- Krzyż Niepodległości – 12 maja 1931 „za pracę w dziele odzyskania niepodległości”[16][17][18][19]
- Krzyż Walecznych dwukrotnie[20]
- Srebrny Krzyż Zasługi[21]
- Medal Pamiątkowy za Wojnę 1918–1921[1]
- Medal Dziesięciolecia Odzyskanej Niepodległości[1]
- Odznaka „Za wierną służbę”[1]
- łotewski Medal 10 Rocznicy Wojny Niepodległościowej – 1929[22]